# ميتسوبيشي غالان

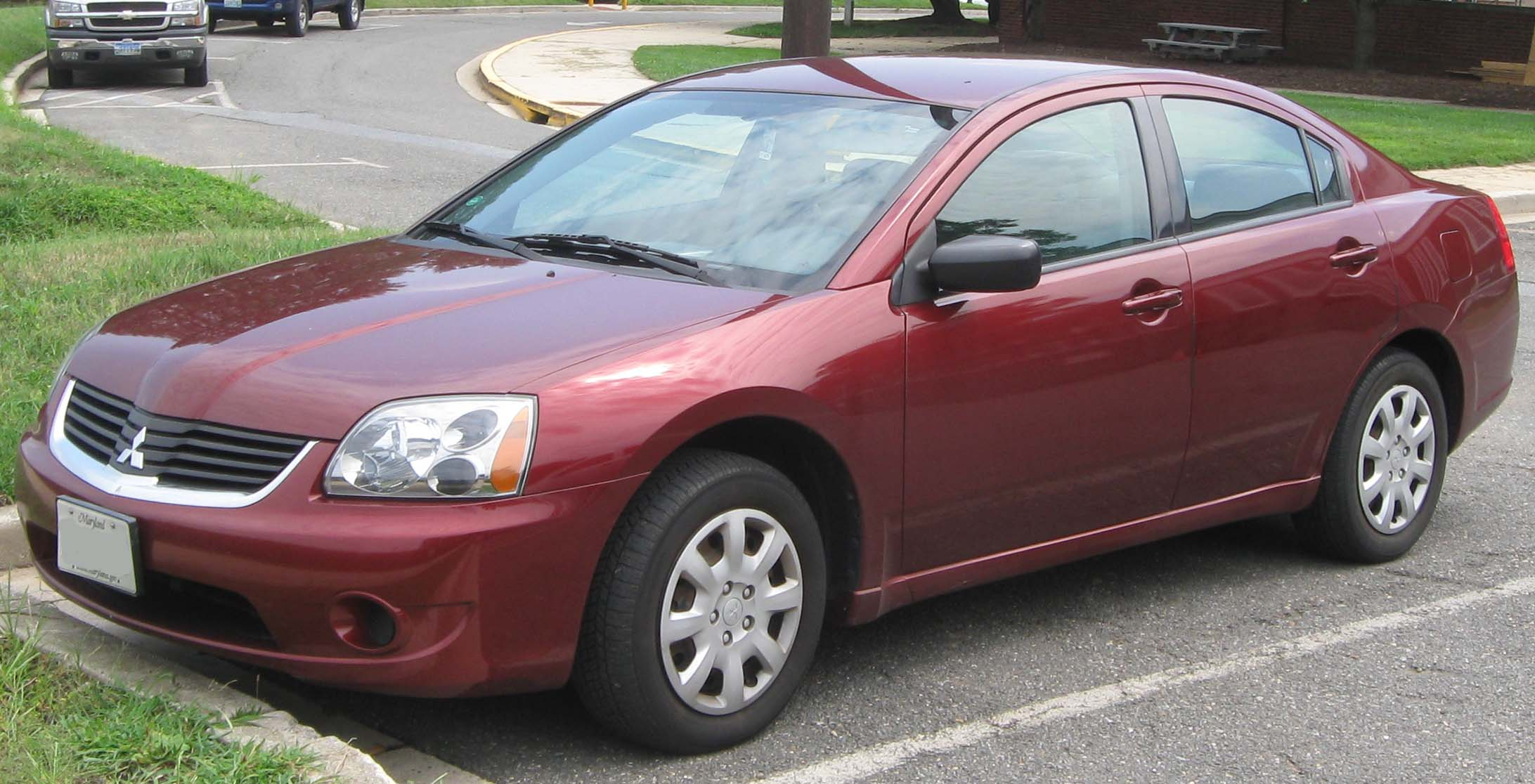
ميتسوبيشي غالنت ES

ميتسوبيشي غالنت أو ميتسوبيشي غالان (بالإنجليزية: Mitsubishi Galant)‏ ;(باليابانية: 三菱・ギャラン) هي السيارات المصنعة من قبل شركة ميتسوبيشي موتورز منذ عام 1969. وقد اشتق الاسم من الكلمة الفرنسية غالان، ومعناها «شهم» وكانت هناك تسعة أجيال مختلفة، ومبيعات تراكمية تتجاوز الآن خمسة ملايين.وبدأ بوصفها سيدان المدمجة، ولكن على مدى الحياة وقد تطورت لتصبح أكبر سيارة متوسطة الحجم. واستند الإنتاج الأولي في اليابان فقط، ولكن منذ عام 1994 في السوق الأمريكي قد خدم من قبل سيارات مجمعة في موتورز الماس النجوم السابقين للأوراق المالية في مرفق عادي، ولاية ايلينوي.

## الجيل الأول (A50 ؛ 1969)
تم إطلاق الجيل الأول من السيارة، المعروف في البداية باسم كولت جالانت، في ديسمبر 1969 في وكالة ميتسوبيشي اليابانية الجديدة تحت اسم متجر جالانت". أطلق Mitsubishi على التصميم اسم "Dynawedge"، في إشارة إلى تأثير الديناميكا الهوائية على الصورة الظلية.
```
كانت هناك ثلاثة طرازات متاحة، مدعومة بالمحرك الجديد 
محرك 'Saturn'
 في تكوينات 1.3- (نموذج "AI") أو 1.5 لتر ("AII" و "AIII"). تم استبدال هذه الإصدارات 1.4 و 1.6 لتر (14 لتر و 16 لتر) في سبتمبر 1971. وصل أكبر 
115
 
PS (85
 
كـو)
 1.7 لتر لأعلى طراز GS في يناير 1973.
[
7
]
```

متوفر في البداية فقط كسيارة سيدان بأربعة أبواب وعقار بخمسة أبواب وبابين سقف صلب (A53) تمت إضافته في عام 1970. كان السطح الصلب من ميتسوبيشي أول سيارة ركاب إنتاج مع نوافذ جانبية كاملة وبدون أعمدة جانبية. في مارس 1973، لم يتبق سوى شهرين من الإنتاج، وصلت النسخة الأنظف "MCA-II" من 1.6. مع 97 PS (71 كـو) كانت ثلاثة أحصنة أقل من الإصدار العادي.
تم عرض جالانت كمنافس لـ تويوتا كورونا، نيسان بلوبيرد، هوندا أكورد، مازدا كابيلا. أصبحت أول سيارة لشركة ميتسوبيشي تُباع في الولايات المتحدة في عام 1971 عندما بدأت شركة كرايسلر، الشريك الجديد للشركة وأصحاب المصلحة، في استيراد السيارة باسم دودج كولت. تم إنتاجها أيضًا بواسطة Chrysler Australia وتم بيعها جنبًا إلى جنب مع طرازات.Chrysler Valiant الأكبر مثل Chrysler Valiant Galant. في جنوب إفريقيا، وصلت A53 Colt Galant في أواخر عام 1972 باسم "" دودج كولت 1600 GS "(سلسلة AY). كانت السيارة قد صعدت بالفعل هناك، في أشكال 1300 و 1600، وتم بيع نسخة Hardtop GS فقط للاستفادة من الصورة الرياضية للسيارة. إجمالي القوة المطالب بها هو عند 6700 دورة في الدقيقة وتم تزويد السيارة بـ عجلة Rostyle كما تُستخدم أيضًا في Rootes Arrow | Hillman Vogues.
منذ عام 1970، تم تطوير طراز الكوبيه بسقف منحني حتى مؤخرتها، Mitsubishi Galant GTO | Galant GTO. صُمم طراز سيارة العضلات الأمريكية المعاصرة، وكان السقف الصلب GTO متاحًا مع خيار من محركين "زحل" وسعة 2 لتر "Astron 80" ، وكان متاحًا حتى عام 1975. حظيت لوحة الاسم بتقدير كبير بدرجة كافية في اليابان لإحيائها لسيارة الكوبيه Mitsubishi GTO.
تم تقديم سيارة ثالثة أكثر إحكاما كوبيه على هيكل تم تقصيرها بمقدار 12 سم في عام 1971، Mitsubishi Galant FTO | Galant FTO. مدعوم بمحرك 4G41 1.4 & nbsp؛ L ، سيترك أيضًا إرثًا للشركة للعودة إليه في التسعينيات مع Mitsubishi FTO.

## نيوزيلندا
على الرغم من أن كولت الأقدم قد تم استيراده بأعداد محدودة، إلا أن هذا الجيل، في شكل كوبيه 1.6 لتر فقط، كان النموذج الأول لتأسيس علامة ميتسوبيشي التجارية في نيوزيلندا منذ عام 1971 عندما تم تعيين الموزع الجديد تود موتورز، والذي قام أيضًا باستيراد وتجميع كرايسلر و Hillman ، بيع عدد صغير من السيارات المجمعة في اليابان لتكملة طرازات Hillman Avenger و Hunter السائدة.
تم تجميع الكوبيه في نيوزيلندا منذ عام 1972، أولاً في مصنع Todd's Petone ، على خط Avenger / Hunter ، وبدءًا من عام 1974، في المصنع الجديد المصمم خصيصًا لهذا الغرض في بوريرو (تم إغلاقه في عام 1998).